# Ficus sur
Ficus sur là một loài thực vật có hoa trong họ Moraceae. Loài này được Forssk. mô tả khoa học đầu tiên năm 1775.

## Hình ảnh

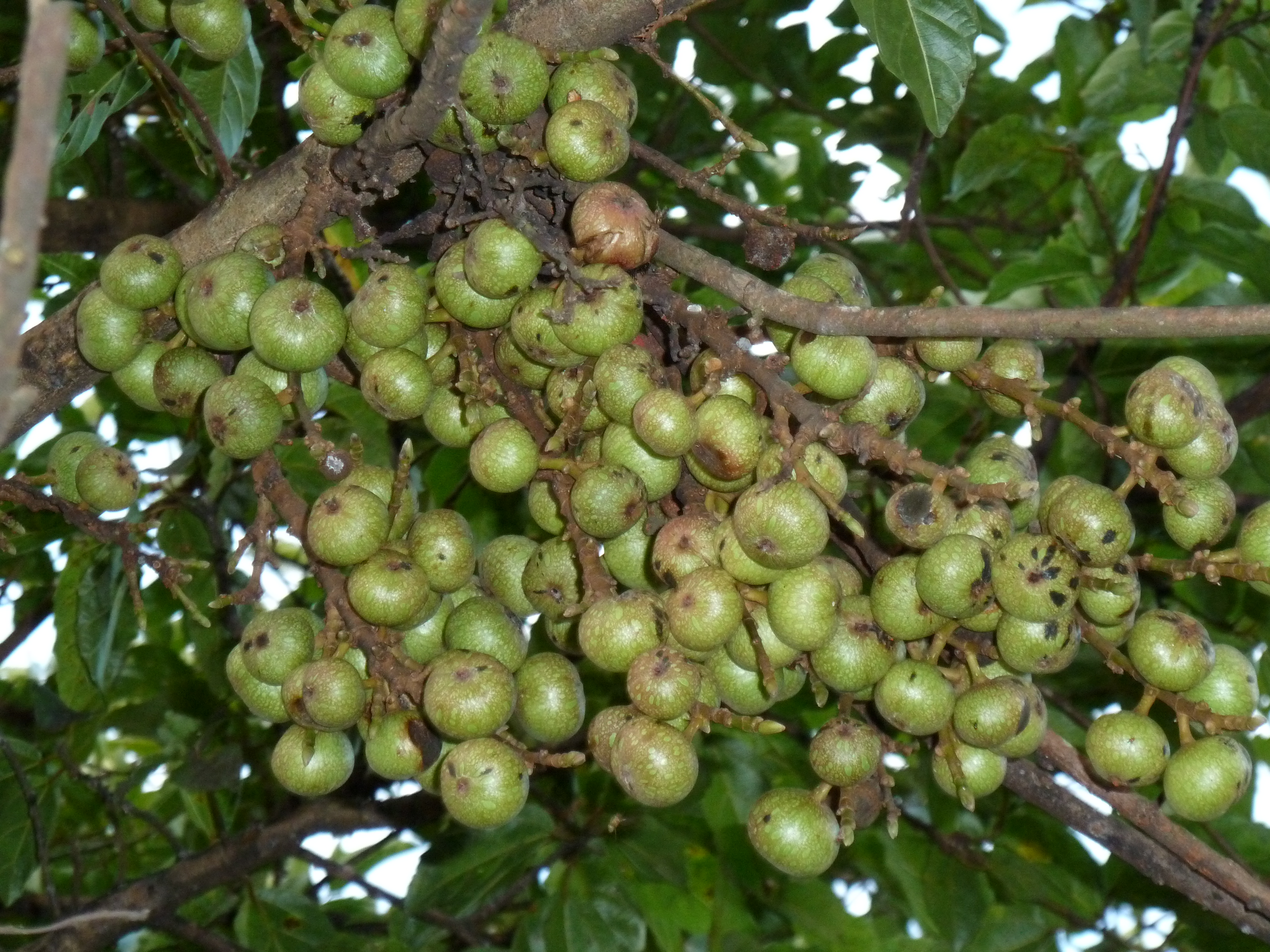
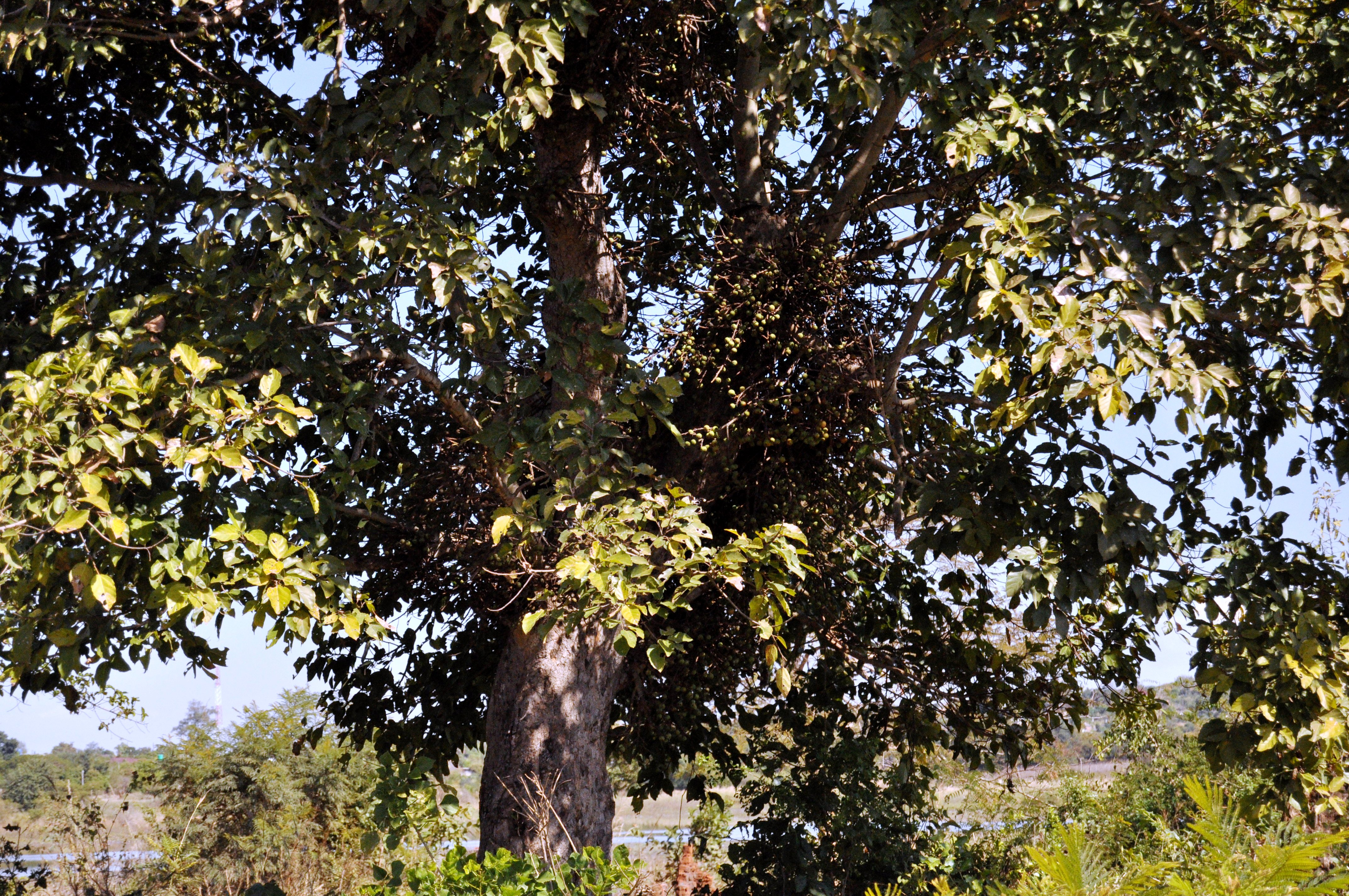
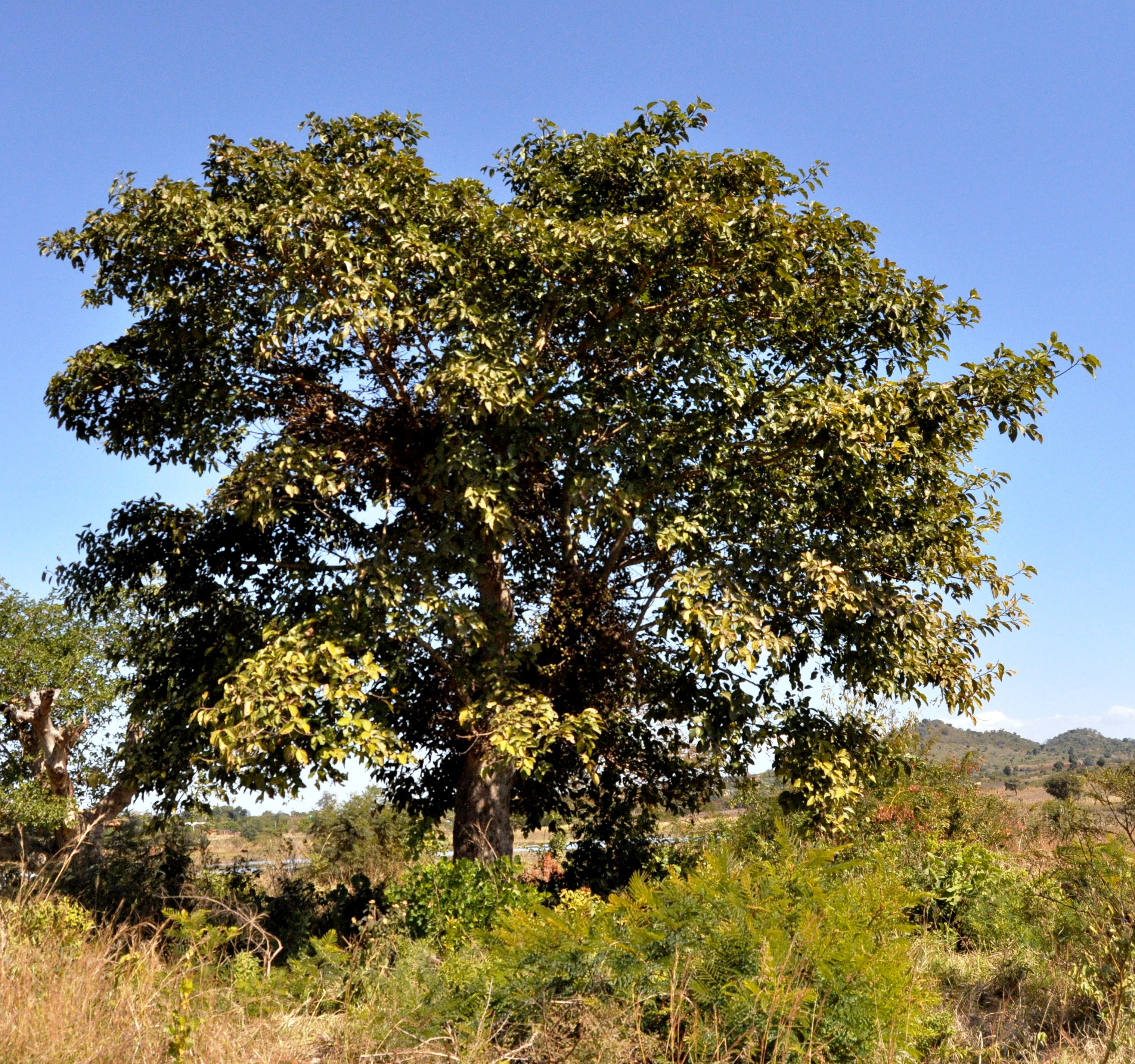
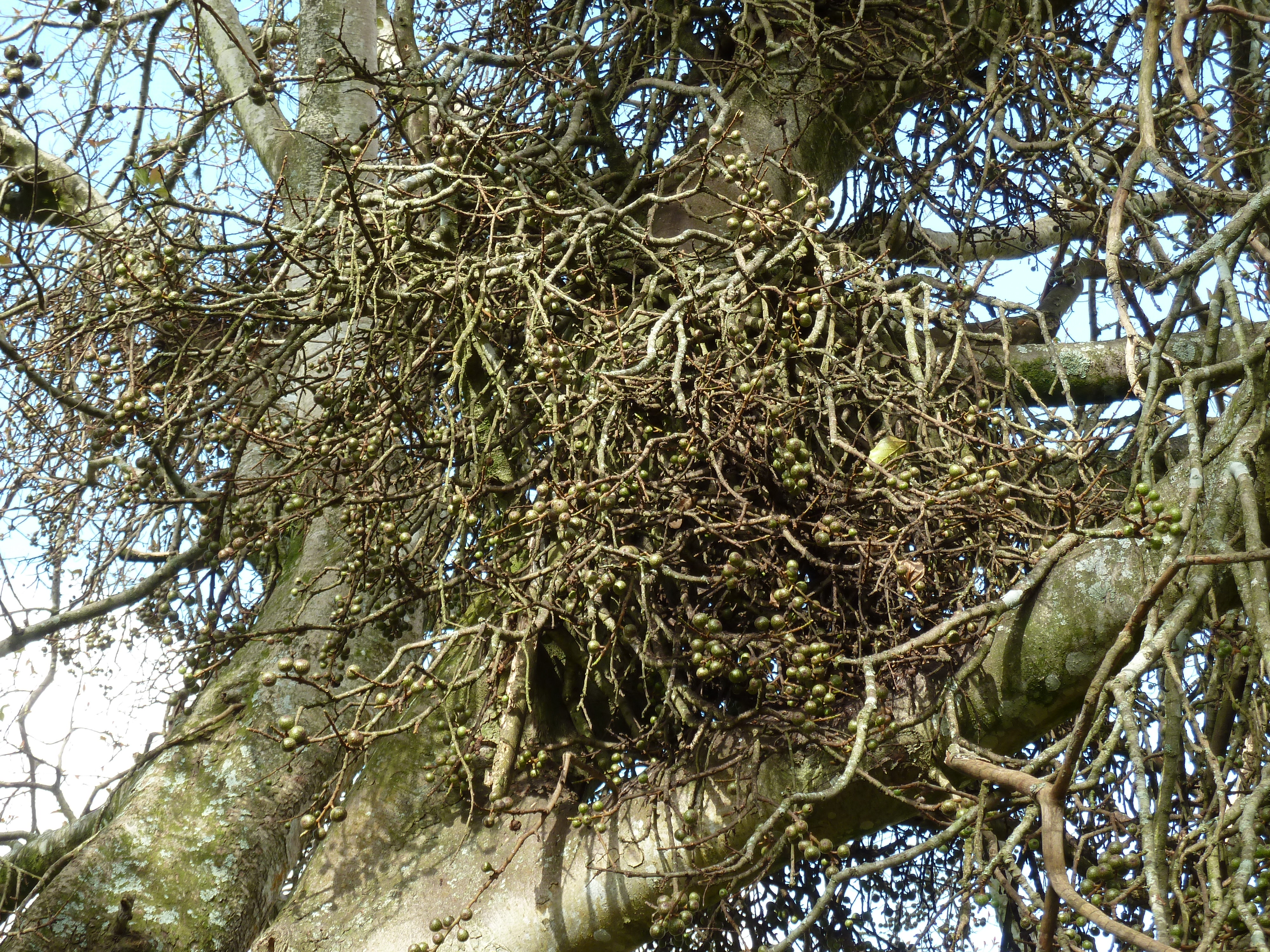